# Edina (Minnesota)
Edina – miasto w Stanach Zjednoczonych, w stanie Minnesota, w hrabstwie Hennepin.